# سیارک ۵۳۰۳
سیارک ۵۳۰۳ (به انگلیسی: 5303 Parijskij، نامگذاری:1978TT2) پنج هزار و سیصد و سومین سیارک کشف شده‌است که در ۳ اکتبر ۱۹۷۸ کشف شد.
قدر مطلق سیارک برابر ۱۲٫۴۰ است.